# Беретсвіль
Беретсвіль (нім. Bäretswil) — громада  в Швейцарії в кантоні Цюрих, округ Гінвіль.

## Географія
Громада розташована на відстані близько 115 км на схід від Берна, 25 км на схід від Цюриха.
Беретсвіль має площу 22,2 км², з яких на 8,6% дозволяється будівництво (житлове та будівництво доріг), 49,5% використовуються в сільськогосподарських цілях, 39,3% зайнято лісами, 2,5% не є продуктивними (річки, льодовики або гори).

## Демографія
2019 року в громаді мешкало 5053 особи (+5,1% порівняно з 2010 роком), іноземців було 10,2%. Густота населення становила 228 осіб/км².
За віковим діапазоном населення розподілялося таким чином: 21,5% — особи молодші 20 років, 58,2% — особи у віці 20—64 років, 20,3% — особи у віці 65 років та старші. Було 2112 помешкань (у середньому 2,4 особи в помешканні).
Із загальної кількості 1647 працюючих 147 було зайнятих в первинному секторі, 403 — в обробній промисловості, 1097 — в галузі послуг.